# Eline Cremers
Jkvr. Eline Françoise Canter Cremers-van der Does (Maassluis, 10 november 1896 – Den Haag, 25 september 1996) was een Nederlandse beeldhouwer, schilder, illustrator en docent. Ze werkte onder de naam Eline Cremers.

## Leven en werk
Cremers, lid van de familie Van der Does, was een dochter van jhr. Reinier Willem van der Does (1868-1954), directeur van de gasfabriek in Oosterbeek, en Martijntje Jacoba Johanna van Dissel (1863-1944). Ze trouwde in 1922 met Adriaan Constant Canter Cremers (1882-1932), lid van de familie Cremers. Drie jaar later scheidden zij van tafel en bed.
Cremers kreeg beeldhouwlessen van August Falise en leerde schilderen aan Kunstoefening in Arnhem van Jacob Hendrik Geerlings. Van 1916 tot 1918 studeerde ze aan de Rijksakademie van beeldende kunsten in Amsterdam, onder Jan Bronner. Daarnaast kreeg ze privélessen van Gijs Jacobs van den Hof, Tjipke Visser en Jan Fitsky. Cremers schilderde onder meer landschappen, naakten en portretten en was lid van de Schilderessenvereniging ODIS. Als beeldhouwster maakte ze onder meer gevelstenen voor woningen in Den Haag en Wassenaar, geveldecoraties voor de Rotterdamsche Bank in Gouda en keramiekreliëfs en gevelbeelden van de vier seizoenen voor het landhuis Rust en Vreugd in Wassenaar. De bank en het landhuis zijn aangewezen als rijksmonument. Van 1933 tot 1961 was Cremers docent tekenen en textielgeschiedenis aan de (Koninklijke) Academie van Beeldende Kunsten in Den Haag.
De kunstenares overleed op 99-jarige leeftijd in haar woonplaats Den Haag.

## Publicaties (selectie)
- 1937: "Tapijtweven", in De Gids. Jaargang 101 (1937). Amsterdam: P.N. van Kampen & zoon
- 1940: Van Schoenen en Schoenmakers. Amsterdam: N.V. de Spieghel / Antweroen: Het Kompas. Met tekeningen van de schrijfster.
- 1985: Kunstenaar en model. Zutphen: De Walburg Pers. ISBN 9060113578

## Fotogalerij

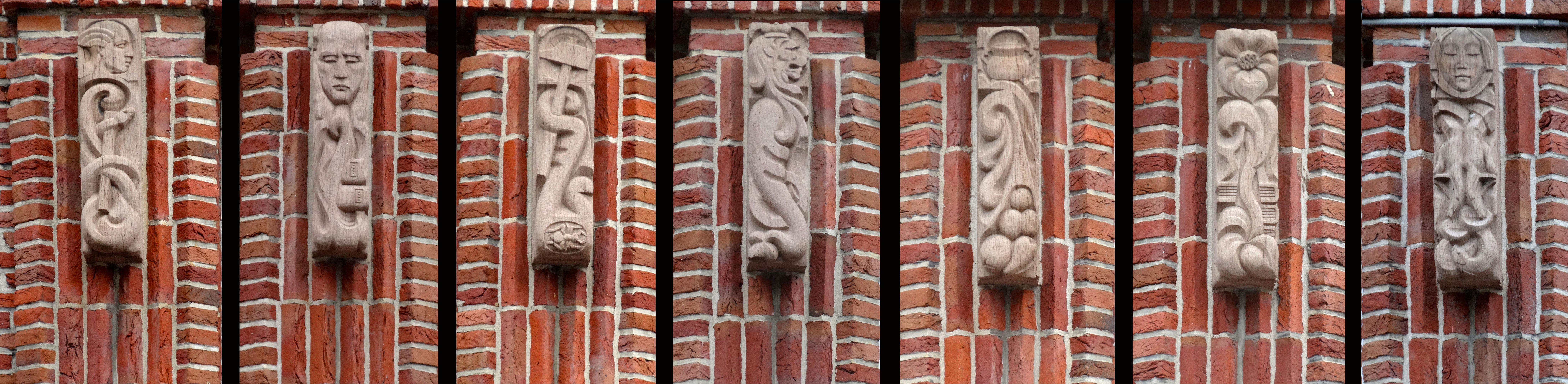
Geveldecoraties voor de Rotterdamsche Bank (1921), Gouda
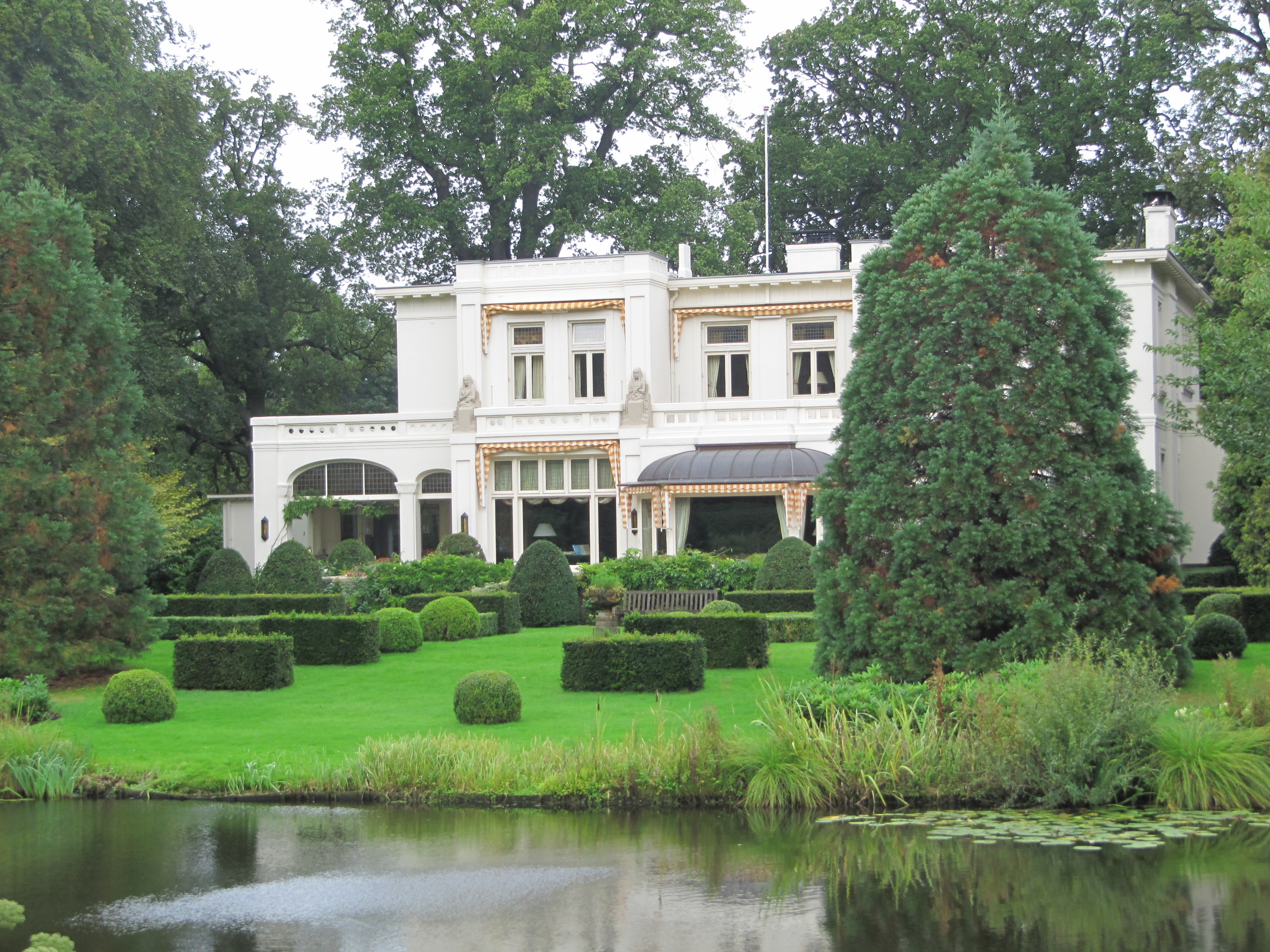
Rust en Vreugd (1923), met twee van de gevelbeelden, Wassenaar

- Biografisch Portaal: 36592353
- Digitale Bibliotheek voor de Nederlandse Letteren: cant030
- International Standard Name Identifier: 0000 0000 2520 7105
- Library of Congress Control Number: n85228418
- Nederlandse Thesaurus van Auteursnamen: 068208219
- RKD-Nederlands Instituut voor Kunstgeschiedenis: 19046
- Union List of Artist Names: 500560644
- Virtual International Authority File: 284631039
- WorldCat: E39PBJhd6FFvD896DWchJKgBT3